# Риккерт, Генрих (философ)
Генрих Йон Риккерт (нем. Heinrich John Rickert; 25 мая 1863, Данциг, Пруссия — 25 июля 1936, Гейдельберг, Третий рейх) — немецкий философ, один из основателей баденской школы неокантианства.

## Биография
Будущий философ родился в Данциге в семье политика Генриха Риккерта. Учился в берлинском лицее. В 1884—1885 годах Риккерт посещал в Берлинском университете лекции Гримма и Дюбуа-Реймона. Философию изучал в Страсбурге (1885), где его руководителем был Виндельбанд. В 1886 году ездил в Цюрих, чтобы послушать лекции Авенариуса.
В 1889 году защищает диссертацию во Фрайбургском университете, после чего становится там приват-доцентом. В 1894 году Риккерт стал экстраординарным, а в 1896 ординарным профессором Фрайбургского университета, где работает до 1916 года. Студентом Риккерта был Мартин Хайдеггер. Преемником Риккерта на посту заведующего кафедрой философии Фрайбургского университета становится Гуссерль.
В 1916 году Риккерт приглашен в университет Гейдельберга в качестве преемника своего первого учителя Виндельбанда, где заведовал кафедрой до 1932 года. Риккерт был одним из противников феноменологии (Э. Гуссерль, М. Хайдеггер), философии жизни (А. Бергсон) и экзистенциальной философии (К. Ясперс). В 1932 году он вышел на пенсию, но проработал на кафедре до летнего семестра 1934 года. Его преемником стал национал-социалистический философ Эрнст Крик.
На протяжении всех лет Веймарской республики Генрих Риккерт придерживался демократических взглядов. В 1933 году, с приходом нацистов к власти, поддержал политику Гитлера.

## Философия
Философская позиция Риккерта претерпела сложную эволюцию:
- вначале он анализирует гносеологические проблемы (предмет познания, классификация наук),
- позднее строит систему философии как теории ценностей,
- в конце жизни стремится обосновать онтологию и метафизику.

### Ценностная философия
Риккерт систематизирует учение неокантианцев, Виндельбанда. В своих выводах опирался на Авенариуса (позитивист) и Маркса.
У Риккерта две основополагающие работы: «Науки о природе и науки о культуре» (сначала — небольшая брошюрка 1899 г., затем книга 1910 г.) и «Философия истории» (1905).
Культура вообще есть процесс реализации всеобщих социальных ценностей в течение исторического развития. Он возводит ценность в ранг универсальной системообразующей категории. То, что нельзя отнести к ценностям, не имеет никакого смысла. Поэтому нельзя смешивать такие понятия, как закон и ценность. Закон отражает что-то типическое, а за ценностью всегда стоит нечто уникальное. Неизбежность и долженствование, бытие и смысл. Все философы, кроме Канта, грешили неразличением этих понятий. Но все философы, учившие о смысле жизни, создавали настоящее философское учение.
Все феномены бытия могут быть двух видов: феномены, связанные с ценностями, и феномены, с ними не связанные (ценностно-нейтральные). Феномены, связанные с ценностями, содержащие их, Риккерт называет благами. Совокупность благ и есть культура (а не все, что создал человек). Культура — совокупность объектов, связанных с общезначимыми ценностями и лелеемых ради этих ценностей. Объекты культуры Риккерт назвал благами потому, что в них заложены ценности, чтобы отличать их, как ценностные части действительности, от самих ценностей, реально не существующих, и от явлений природы, с ценностями не связанных. Если от объекта культуры отнять всякую ценность, то он станет частью природы.
Поскольку это рационалистическая философия, связывающая всё с познанием, «наше понятие о культуре охватывает все объекты наук о религии, юриспруденции, истории, филологии, политической экономии, то есть всех наук о духе». Впоследствии эти науки станут называть гуманитарными. Но Риккерт делает исключение для психологии и технических изобретений, которые к наукам о духе не относятся. Психология — так как она рассматривает жизнь души как природу, ценностно-нейтральную. То есть Риккерт различает два типа наук — науки о природе, изучающие безразличные к ценностям явления (метод которых он называет генерализирующим, обобщающим; дающим возможность образовывать общие понятия путём логического подведения под них единичных явлений); и науки о культуре (у которых индивидуализирующий метод, или исторический метод, так как этот метод ориентирован на познание неповторимых, единичных, уникальных, особенных явлений, то есть культурных благ, которые уникальны всегда как носители ценностей). «Именно такое понятие культуры делает возможной историю как науку».
Как можно определить, что блага имеют отношение к ценностям? Риккерт формулирует метод отнесения к ценности. Если естествознание устанавливает закономерные, повторяющиеся, типические связи, то науки о духе должны изучать уникальные неповторимые исторические явления. Исторические науки о культуре подразделяют действительность (точнее, уже само индивидуальное) в процессе изучения тоже на два вида — исторически важные индивидуальности и просто разнородное бытие. На существенное и несущественное. Например, кресел масса — но кресло Вольтера в музее одно, и оно обладает ценностью. Без такого отнесения к ценностям нет вообще исторических наук.
Философия как наука о ценностях для Риккерта есть философия культуры. Когда в начале XX в. возникла философия культуры, это была первоначально философия ценностей культуры (ценностная философия культуры). Без идеала над собой человек в духовном смысле этого слова не может правильно жить. Ценности же, составляющие этот идеал, открываются в истории, и с прогрессом культуры они, подобно звездам на небе, одна за другой вступают в горизонт человека. Это не старые ценности, и не новые ценности, это просто ценности.
Неокантианцы заложили основы западной ценностной философии вообще, и философии культуры в частности. Их заслуга в том, что проблемы культуры к рубежу XIX—XX вв. становятся главными для науки, которая будет названа гуманитарной. История, с их точки зрения, может быть только наукой о культуре, так как её объект связан с ценностями, история изучает не просто нечто, но то, что имеет наивысшую значимость для всей истории человечества. А культура данного народа только тогда имеет международное значение, когда она выражает внутренние ценности данного народа. Повторяющие чужое никому не интересны. Неокантианцы внесли в гуманитарные науки смысловой стержень в виде ценностей.
Ни искусство, ни религия, ни мораль, ни нравственность, ни право, ни политика уже не могли стать тем объединяющим началом, которое может раздираемое противоречиями человечество объединить. На рубеже XX в. философы почувствовали надвигающийся кризис, почему и возникла философия культуры, философская антропология и т. п., и в этом предчувствии — их вторая заслуга.
Но саму теорию ценностей неокантианцы никак не разрабатывали, и почему ценность есть ядро культуры — не объяснили. У них было слишком абстрактное понимание ценности, как значащей для нас, но никак не определяющейся. Этим занималось дальнейшее развитие аксиологии.

## Сочинения
- Учение о дефиниции (нем. Zur Lehre von der Definition, 1888)
- Предмет знания (нем. Der Gegenstand der Erkenntnis, 1892)
- Границы естественно-научного образования понятий (нем. Die Grenzen der naturwissenschaftlichen Begriffsbildung,1896)
- Науки о природе и науки о культуре (нем. Kulturwissenschaft und Naturwissenschaft, 1899)
- Философия жизни (нем. Die Philosophie des Lebens, 1920)

### Переводы на русский язык
- Риккерт Г. Границы естественно-научного образования понятий : логическое введение в исторические науки / пер. с нем. и предисл. А. Водена; Генрих Риккерт, проф. философии Фрейб. ун-та (в Бадене). - Санкт-Петербург : Е.Д. Кускова, 1903. - 615 с.
- Риккерт, Г. Философия истории / Генрих Риккерт; пер. с нем. [и предисл.] С. Гессена; С предисл. авт. к рус. изд. - Санкт-Петербург : Д.Е. Жуковский, 1908. - XIV, [2], 154 с.
- Риккерт, Г. Науки о природе и науки о культуре  : Пер. со 2-го [совершенно перераб.] нем. изд. / Г. Риккерт; Под ред. [и со вступ. ст.] С.[О.] Гессена. - Санкт-Петербург : Образование, 1911. - 196 с.
- Риккерт, Г. Границы естественнонаучного образования понятий: Логич. введ. в ист. науки / Вступ. ст. Б. В. Маркова. — СПб.: Наука, 1997. — 532 с — (Слово о сущем). ISBN 5-02-028335-5
- Риккерт, Г. Науки о природе и науки о культуре. — М.: Республика, 1998. — (Мыслители XX века). ISBN 5-250-02670-2
- Риккерт, Г. Философия жизни. — Киев: Ника-Центр, 1998. — 512 с ISBN 966-521-097-1 — отрывок (с. 269—442)
- Риккерт, Г. Ценности жизни и культурные ценности // ЭОН. Альманах старой и новой культуры. Вып.1 — М., 1994.